# Dichelacera multiguttata
Dichelacera multiguttata är en tvåvingeart som beskrevs av Lutz 1915. Dichelacera multiguttata ingår i släktet Dichelacera och familjen bromsar. Inga underarter finns listade i Catalogue of Life.